# Rediu (Neamț)
Rediu è un comune della Romania di 5 283 abitanti, ubicato nel distretto di Neamț, nella regione storica della Moldavia. 
Il comune è formato dall'unione di 4 villaggi: Bețești, Poloboc, Rediu, Socea.